# Limonia albipes
Limonia albipes är en tvåvingeart som först beskrevs av Senior-white 1924.  Limonia albipes ingår i släktet Limonia och familjen småharkrankar.
Artens utbredningsområde är Sri Lanka. Inga underarter finns listade i Catalogue of Life.